# Перес, Франсиско
Франсиско Хосе Перес Перес (исп. Francisco José Pérez Pérez; 8 сентября 1920, Виго — 11 сентября 1999) — испанский и кубинский шахматист, международный мастер (1959).
Участник ряда чемпионатов Испании. Трижды (1948, 1954 и 1960) становился чемпионом, в чемпионате 1956 года разделил 1—4 место.
В составе сборных Испании (1958—1960) и Кубы (1964) участник 3-х Олимпиад.
Лучшие результаты в международных турнирах: Дублин (1957) — 1, Мадрид (1958) — 1—2, Таррагона (1960) — 1, Торремолинос (1962) — 1—3;